# Протокол Отвея — Рииса
Протокол Отвея—Рииса — симметричный протокол аутентификации и обмена ключами с использованием доверенной стороны.

## Описание протокола
Алиса генерирует сообщение из случайного числа, порядкового номера сессии и идентификаторов себя и Боба, после чего шифрует общим с Трентом ключом. Зашифрованное сообщение вместе с порядковым номером и обоими идентификаторами отправляются Бобу.
{\displaystyle Alice\to \left\{I,A,B,E_{A}\left(R_{A},I,A,B\right)\right\}\to Bob}
Боб дополняет это зашифрованными его общим с Трентом ключом случайным числом, порядковым номером и идентификатором, после чего посылает Тренту — доверенной промежуточной стороне.
{\displaystyle Bob\to \left\{I,A,B,E_{A}\left(R_{A},I,A,B\right),E_{B}\left(R_{B},I,A,B\right)\right\}\to Trent}
Трент генерирует случайный сеансовый ключ и посылает два сообщения Бобу, вместе с номером сессии. Первое зашифровано общим ключом с Алисой, второе - с Бобом.
{\displaystyle Trent\to \left\{I,E_{A}\left(R_{A},K\right),E_{B}\left(R_{B},K\right)\right\}\to Bob}
Боб получает ключ и убеждается, что случайное число и порядковый номер сессии не изменились за время работы протокола.
{\displaystyle Bob\to \left\{I,E_{A}\left(R_{A},K\right)\right\}\to Alice}
Алиса получает ключ и убеждается, что случайное число и порядковый номер сессии не изменились за время работы протокола.